# Gatuartisteri
| Gatuartisteri |
| --- |
| Gatuartist på Drottninggatan i Stockholm 2013. - Betydelse – underhållning i gatumiljö - Inslag – teater (gatuteater), happening eller performance (se flashmob), konsert eller poesiuppläsning, cirkuskonster - Bakgrund – medeltidens gycklande - Relaterade begrepp – performance |

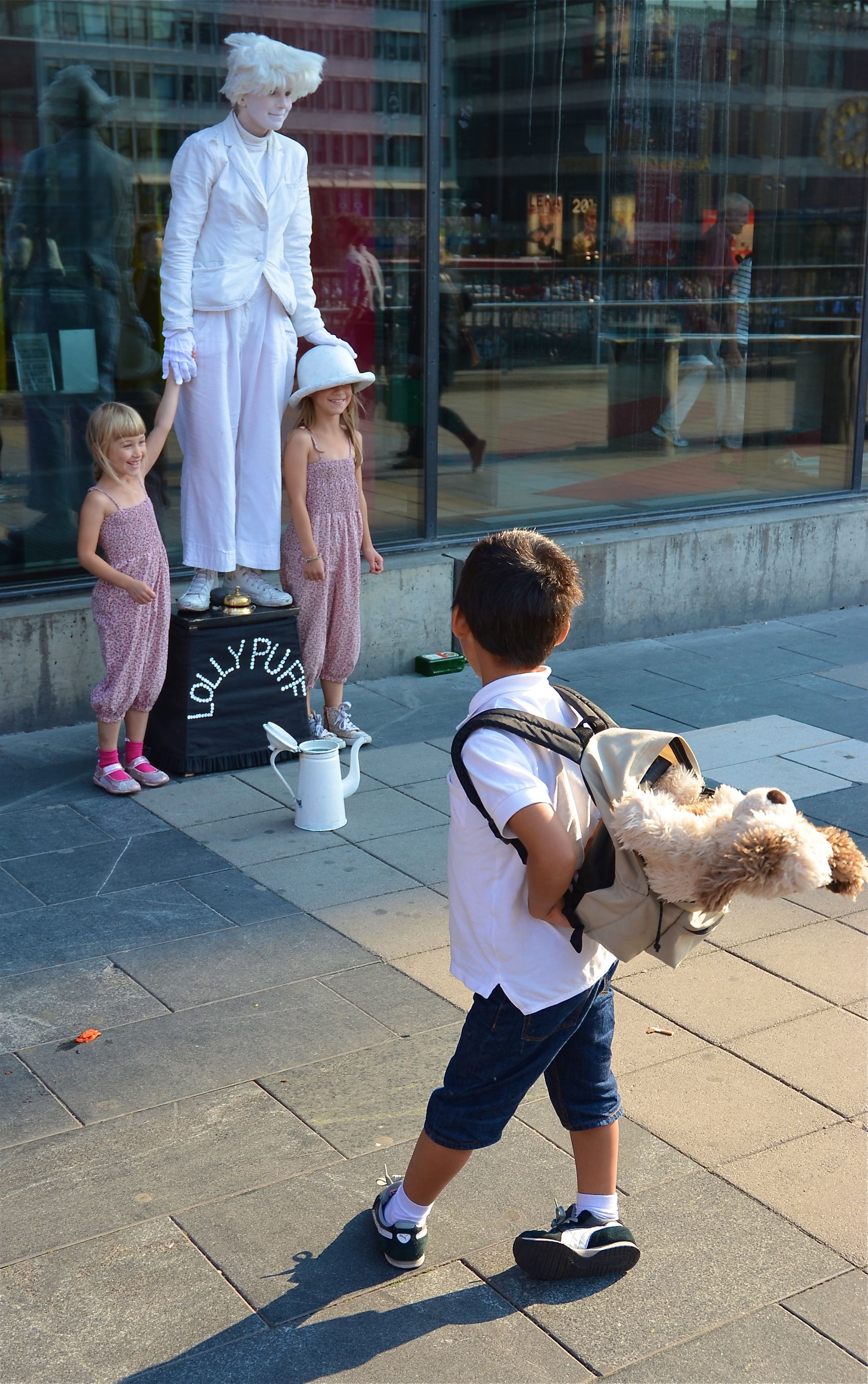
Gatuartist på Sergels torg i Stockholm 2011.

Gatuartisteri (engelska: street performance) är underhållning i gatumiljö, med av enstaka eller samarbetande artister. Uppträdandena kan annat inkludera teater (gatuteater), happening eller performance (se flashmob), konsert eller poesiuppläsning. I regel görs uppträdandet i syfte att samla in pengar, ofta som del av en fri konstutövares verksamhet.

## Funktion
Gatuartisteri handlar om att uppträda på gatan i syfte att tjäna pengar. Det inkluderar ofta performance, där man använder kanten av en bred trottoar eller gågata som tillfällig scen.
Artisteriformen har sina rötter i det medeltida gycklandet, där en resande underhållare inte fick tillgång till de finare etablissemangen. Gator och torg blev då det naturliga forumet. Även nuförtiden finns det artister som lever på att underhålla människor på gator och torg.
Föreställningarna kan innehålla sång eller musicerande (ofta med akustisk gitarr), dans, magi, jonglering, teater, akrobatik, eldkonster eller andra cirkuskonster. Gatuartisteri är ofta av spontan och intim karaktär, eftersom ingen tydlig ramp åtskiljer "scen" och publik.

## Förutsättningar
Fördelarna med gatuartisteri är de många friheterna med yrkesutövningen. Det inkluderar att fritt kunna bestämma var, när och hur mycket man kan arbeta. Artisten kan ofta fritt välja det som passar hen för stunden.
Till nackdelar finns bristen den osäkra och varierande inkomsten. Arbetet är oreglerat, och man utövar ofta sitt artisteri på mark som någon annan kan lägga anspråk på. Det kan finnas konkurrens om uppmärksamheten mellan olika gatuartister, och polisen kan ha åsikter om verksamheten som sådan. I vissa städer eller länder krävs tillstånd för gatuartisteri, alternativt kan gatuartisteri jämföras med lösdriveri eller tiggeri och vara helt förbjudet. Ibland kan det finnas begränsande tak för ljudnivån hos ett gatuartisteri. Gatuartisteri kan dock i vissa fall vara en lösning för tiggare med någon artistisk talang.
Störningar för gatuartisten kan vara musik som strömmar ut från barer eller andra platser med högt ljud eller hög musik. Det mest lämpliga valet av arbetsplats för gatuartisten påverkas också av mängden förbipasserande, tillgången på ledig plats för artisteriet och närvaron av andra artister.
I en allt mer kontantlös miljö har vissa seriösa gatuartister med sig portabla kortterminaler för pengaöverföring via kort.

## Mötesplatser och organisering
Gatuartister kan ibland mötas i grupp i samband med olika festivaler. Det inkluderar Stockholm Street Festival, som arrangerades årligen under 2010-talet.
Ibland samlas olika gatuartister i samband med olika välgörenhetssatsningar eller offentliga ungdomssatsningar. Där kan de bidra med olika kampanjinslag i sin arbetsmiljö på gatan.
Vissa artistförmedlare arbetar även med gatuartisteri.